# ネイ湖
ネイ湖 （Lough Neagh,　アイルランド語：Eochaidh）は、北アイルランドにある淡水湖。排水域が4550平方キロメートルになる、イギリスおよびアイルランドで最大の湖である。排水域の9％はアイルランド共和国領、91％は北アイルランドとなる。ベルファスト西方約30キロメートルにある。面積の割には水深は浅く、平均で9メートル、最深部で25メートルである。北側からバン川が流れ海へ注ぐ。バン川上流の水源の一つであることから、湖自体がバン川の一部とみなされている。

位置

北アイルランドの4つの行政区と接している。北から時計回りにアントリム・アンド・ニュータウンアベイ、リスバーン・アンド・カースルレー、アーマー・シティ・バンブリッジ・アンド・クレイガヴォン、ミッド・アルスターである。周辺にはアントリム、クルムリン、ランダルストウン、トゥームブリッジ、バリーローナン、バリンデリー、ムーアタウンなどの市町村がある。 
1940年代には石炭運搬のため湖上や運河を船が往復していた。17世紀に遡るとログ・ボートが交通の重要な手段であり、そのいくつかは6400年前と同じく古い造りのものであった。19世紀に3つの運河が建設され、湖と多くの港・都市がつながった。ラガン運河はベルファストとつながり、ニューリー運河はニューリー港と、アルスター運河はアーン湖へとつながり、シャノン川からリムリック、ダブリン、ウォーターフォードを通る陸路での輸送に貢献した。バン川下流はコールレインとアントリム海岸へ航行できた。現在も航行されているのはバン川下流ルートだけだが、アルスター運河の修復計画が進められている。
数世紀に渡り、ネイ湖ではウナギ漁が主流である。現在もネイ湖産のウナギが世界中のレストランに卸されている。
ネイ湖は国有の湖であると広くみなされてきたが、2005年にシャフツベリー伯爵家が、湖を代々所有してきたと公的に明らかになった。この湖から地域の飲料水の40％を供給し、下水排水に利用している北アイルランドでは、公営水道施設の計画変更のために深刻にもつれあっている。
ネイ湖には多くの種類のハクチョウやカモ類が生息しており、1976年に北側のベグ湖と共にラムサール条約登録地となった。

## 伝説
古いアイルランドの伝説では、ネイ湖は巨人フィン・マックールが大地から土をすくい上げてスコットランドにいる敵に向かって投げた、その跡に水がたまってできた湖だということである。フィン・マックールは手元を狂わせ、投げた土のかたまりはアイリッシュ海に落ち、それが今のマン島であるという。